# Джоанна Крупа
Джоа́нна Кру́па (пол. і англ. Joanna Krupa, польська вимова — Йоа́нна; нар. 1979, Варшава) — американська модель, акторка та захисниця прав тварин польського походження. Відома участю в американській версії шоу «Танці з зірками», польському реаліті-шоу «Top Model: Стань моделлю» і американському реаліті-шоу «The Real Housewives of Miami».

## Життєпис
Народилася 23 квітня 1979 року у Варшаві, у родині Збігнева і Йоланти Крупів. У 5 років емігрувала з батьками до США: спочатку вони оселилися у Чикаго, там у 1985 р. народилася її молодша сестра Марта — вона теж брала участь у реаліті-шоу «The Real Housewives of Miami» і «Танцях з зірками». Незабаром батьки розлучилися, а коли Йоанні було 19 років, вона з матір'ю і сестрою перебралася до Лос-Анджелеса.
У 2011 році Крупа зустрілася з батьком — уперше за 12 років.
Кілька років зустрічалася з власником нічного клубу і підприємцем Роменом Заґо (Romain Zago), у 2010 вони заручилися. Весілля відбулося 13 червня 2013 на курорті Авіара (Aviara) у Карлсбаді, штат Каліфорнія.

## Кар'єра моделі
Знімалася для таких видань, як Playboy, CKM, FHM, GQ, Personal, Inside Sport, Stuff, Steppin Out, Teeze i Maxim. П'ять разів з'являлася у польській версії CKM (травень 2001, червень 2006, серпень 2007, жовтень 2008, грудень 2011). У 2004 знімалася для бельгійської версії Maxim, у 2008 — до німецької, а в 2009 — до американської версії журналу. У липні 2005 з'явилася на обкладинці американської версії Playboy, у серпні 2005 — позувала для його польської версії.
У 2005, 2006 та 2007 вважалася одною з 100 найбільш «гарячих» жінок — згідно з опитом, проведеним Maxim. У 2007 році, за версією Playboy, посіла місце серед 25 найбільш сексуальних жінок світу.
У 2013 році, за рейтингом польської версії Forbes, посіла 15 місце серед найвпливовіших осіб польського шоу-бізнесу.

## Екоактивізм
У Польщі вона підтримує кілька притулків для бездомних тварин (зокрема, у Кельцях і Варшаві).
2 грудня 2009 року організація на захист прав тварин PETA почала кампанію, метою якою була пропаганда прийняття собак з притулків у «добрі руки». На листівках Крупа була зображена в образі ангела, що ширяв у костьолі, заповненому псами. Джоанна тримала хрест, що прикривав її груди та геніталії. Це зображення спричинило протест Католицької Ліги США, учасники якої сприйняли акцію як блюзнірство.
2 квітня 2012 р. Крупа разом з сестрою Мартою й акторкою Кеті Клірі протестувала перед бутиком Dash, що приналежить сестрам Кардашян. Протестувальниці принесли петицію з підписами 140 000 осіб, де містилася критика хутровиробної галузі, і заклик до сестер Кардашян відмовитися від хутряної лінії в їхніх колекціях, подавши цим приклад іншим компаніям. Вона також позувала для PETA в 2015, на цей раз беручи участь у бойкоті мережі морських парків SeaWorld.

## Фотосесії
- Playboy (США — липень 2005, Польща — серпень 2005, Франція — вересень 2005, Литва — травень 2010)
- CKM (Польща — травень 2001, червень 2006, серпень 2007, жовтень 2008, грудень 2011)
- Maxim (Росія — березень 2011, квітень 2013, Україна — квітень 2013)
- FHM (Іспанія — травень 2006, Франція — травень 2013)
- Cosmopolitan (Польща — грудень 2012)
- Shape (Польща — листопад 2010)
- Glamour (Польща — травень 2013)
- GQ
- Personal
- Inside Sport
- Stuff
- Steppin Out
- Teeze
- Esquire

## Фільмографія

### Кіно
| Рік  | Назва                             | Роль                           |
| ---- | --------------------------------- | ------------------------------ |
| 1999 | The Underground Comedy Movie      |                                |
| 2001 | Планета мавп                      | одна з подружок Лео на вечірці |
| 2003 | No Shoes, No Mercy                | медсестра                      |
| 2004 | Макс-руйнівник: Прокляття дракона | Джейн Гуді                     |
| 2006 | Собача проблема                   | Теффі                          |
| 2006 | Дуже страшне кіно 4               |                                |
| 2007 | Ripple Effect                     | Саманта                        |
| 2007 | Skinner Box                       | Вікторія                       |

### Телебачення
| Рік       | Назва                                 | Роль              | Примітки                                          |
| --------- | ------------------------------------- | ----------------- | ------------------------------------------------- |
| 2002–2003 | The Man Show                          | танцівниця Джаггі |                                                   |
| 2004      | Лас-Вегас                             | Ніколь            | серія Degas Away with It                          |
| 2006      | CSI: Місце злочину                    | офіціантка        | серія Kiss-Kiss, Bye-Bye                          |
| 2009      | Superstars                            | камео             |                                                   |
| 2009      | Танці з зірками (американська версія) | камео             |                                                   |
| 2009      | Million Dollar Challenge              | камео             | американське телешоу зі гри в покер               |
| 2010-досі | Top Model: Стань моделлю              | ведуча            | передача на польському телебаченні, на каналі TVN |
| 2010      | Шоу Шимона Маєвського                 | гість програми    | передача на польському телебаченні                |
| 2012–2013 | The Real Housewives of Miami          | камео             | американське реаліті-шоу                          |
| 2014      | Ridiculousness                        | гість програми    | американське гумористичне кліп-шоу                |